# Boekenreeks
Een boekenreeks (ook: boekserie) is een reeks van boeken die bepaalde eigenschappen met elkaar gemeen hebben en formeel gezamenlijk een groep vormen. Een boekenreeks kan op verschillende wijze worden georganiseerd, waaronder bijvoorbeeld op naam van de auteur, met dezelfde protagonist in de hoofdrol of als fondsnaam door een uitgever op de markt gebracht.

## Indeling

### Fictie
Bij literaire fictie is er meestal sprake van een gemeenschappelijke setting, verhaallijn, (een groep van) personage(s) of de tijdlijn. Dit treft men voornamelijk in het fictiegenre en met name bij de avonturenroman, de misdaadroman, spionageroman en sciencefiction en thrillers in het algemeen maar ook bij kinder- en jeugdliteratuur.

### Wetenschappelijke en academische publicaties
In wetenschappelijke en academische publicaties worden wetenschappelijke boeken die serieel worden gepubliceerd (uitgebracht in opeenvolgende delen), bijvoorbeeld eenmaal per jaar, of minder vaak worden ook regelmatig tot een serie gerekend. Publicaties die met regelmaat vaker dan eenmaal per jaar worden gepubliceerd staan bekend als tijdschriften of periodieken.
De samenhang tussen de boeken die tot een dergelijke reeks behoren kan worden gevormd door discipline, focus, aanpak, het soort werk, of geografische locatie.

## Bekende boekenreeksen

### Fictie
- Sherlock Holmes door Arthur Conan Doyle (1887)
- Tarzan door Edgar Rice Burroughs (1912)
- Hercule Poirot door Agatha Christie (1920)
- Biggles door W. E. Johns (1932)
- De Vijf door Enid Blyton (1942)
- Foundation door Isaac Asimov (1942)
- De Kronieken van Narnia door C. S. Lewis (1950)
- James Bond door Ian Fleming (1953)
- Duin door Frank Herbert (1965)
- S.A.S. door Gérard de Villiers (1965)
- Martin Beck door Sjöwall & Wahlöö (1965)
- Grijpstra en De Gier door Janwillem van de Wetering (1975)
- Ender door Orson Scott Card (1977)
- De Donkere Toren door Stephen King (1982)
- Schijfwereld door Terry Pratchett (1983)
- Harry Potter door J. K. Rowling (1997)
- Ellendige avonturen door Lemony Snicket (1999)
- Twilight door Stephenie Meyer (2006)
- De Hongerspelentrilogie door Suzanne Collins (2008)

### Non-fictie
- Van vlinders, bloemen en vogels door Jac. P. Thijsse en Eli Heimans (1894-1901)
- Vogelleven in Nederland door Jan P. Strijbos, J. Drijver, A.B. Wigman en G.F. Makkink (1958-1968)

### Fondsnaam
- Veen's gele bibliotheek door uitgeverij L.J. Veen (25 delen verschenen tussen 1912 en 1921)
- De Literaire Luxe Reeks door Em. Querido's Uitgeverij (1919)
- Salamanderpockets door Em. Querido's Uitgeverij (1934)
- Servire's encyclopaedie door Servire (1942)
- Zwarte Beertjes door A.W. Bruna Uitgevers (1945)
- Meesters der Vertelkunst door J.M. Meulenhoff (1948)
- Accolade-reeks door Luitingh-Sijthoff (1950)
- Prisma Pockets door Het Spectrum (1950)
- De Literaire Pocketreeks door De Bezige Bij (1957)
- Marnix-Pocketreeks door Uitgeverij Manteau (1964)
- Kaderreeks door Uitgeverij Contact (1971)
- Deltareeks door het Nederlands Literair Productie- en Vertalingenfonds (1998)
- Literaire Juweeltjes door Uitgeverij B for Books (2006)